# Kleinkastell Bir Mahalla

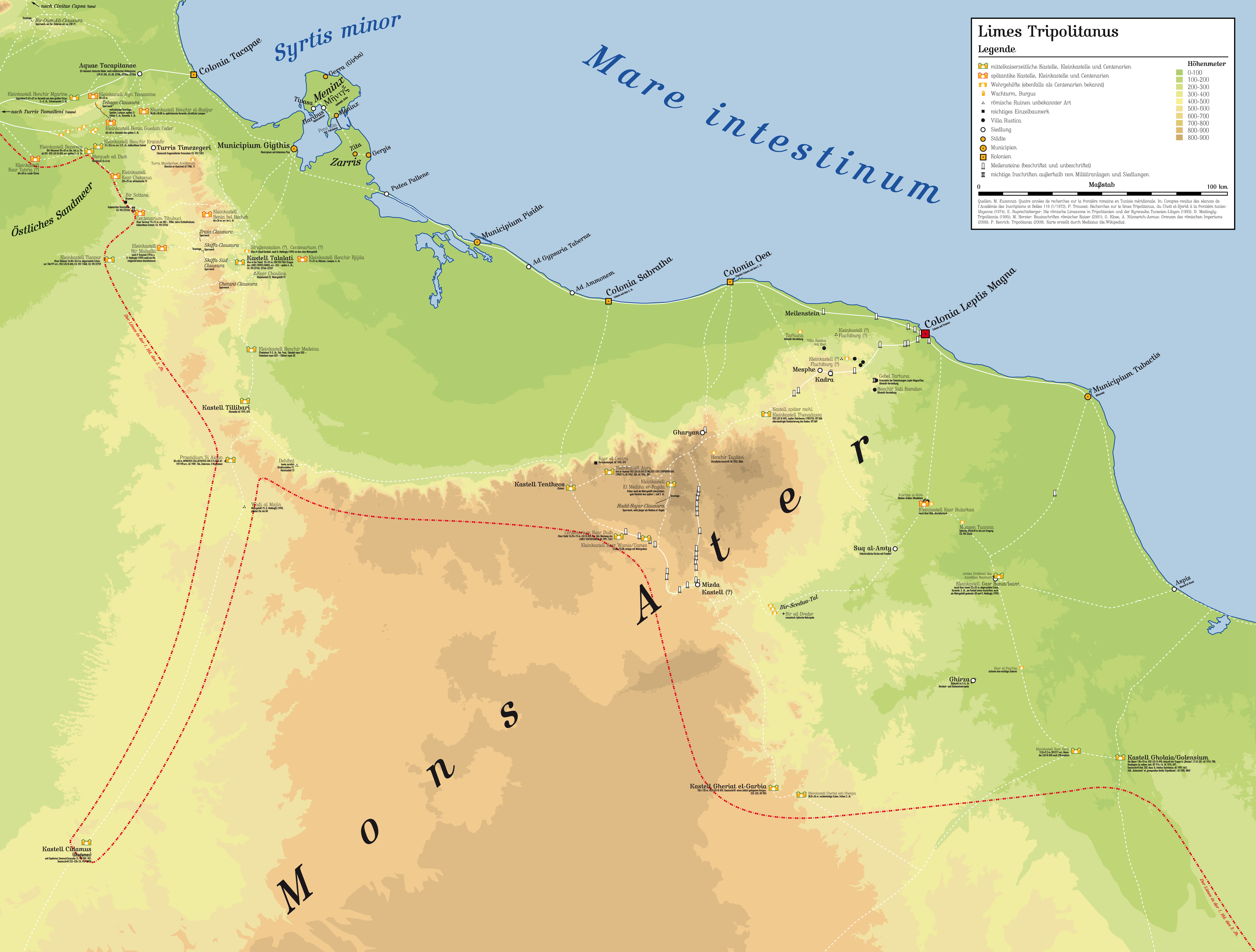
Das Kleinkastell (links) im Verbund des Limes Tripolitanus

Als Kleinkastell Bir Mahalla oder Bir Mehalla wird ein Fundplatz im westlich aufsteigenden Bergland von Dahar in Südtunesien, Gouvernement Tataouine, bezeichnet. Die kleine, rechteckige Anlage könnte als spätrömisches Militärlager Sicherungs- und Überwachungsaufgaben am Limes Tripolitanus in der Provinz Tripolitania übernommen haben. Die Grenzanlagen bildeten hier ein tiefgestaffeltes System von Kastellen und Militärposten.

## Lage
Die im abfallenden Gelände am Oberlauf des Wadis bel Recheb gegründete kleine Fortifikation liegt am Anstieg einer aus dem Östlichen Sandmeer kommenden antiken Pass-Straße über die Schichtstufen des Dahar-Berglandes inmitten einer ariden Arthrophytum-Steppe. Die Paß-Straße begann am Kleinkastell Tisavar, das am Unterlauf desselben Wadis lag, und führte über das Wadi Skiffa zum Djebel Demmer, einer Gebirgsgruppe auf den Höhenzügen des Dahar, die dort durch mehrere Sperrwerke (Clausurae) gesichert war. Am Oberlauf des Wadi Skiffa lag die Wadi-Skiffa-Clausura, in einem südlich gelegenen Nachbartal, das ebenfalls von Bir Mahalla aus erreichbar war, befand sich die Wadi-Skiffa-Clausura (Süd). und über das Wadi Zraia war die Wadi-Zraia-Clausura erreichbar.
Eine kleine Einheit römischer Soldaten kontrollierte in Bir Mahalla den Warenverkehr und sicherte im Zusammenspiel mit anderen rückwärtigen Stellungen den Aufgang zum Dahar sowie das dicht besiedelte Gebiet der Provinz im Osten gegen unerlaubte Grenzübertritte ab. Im Bereich des östlichen Abstiegs vom Djebel Dahar lag das wichtige, zur Grenzsicherung im Jahre 263 n. Chr. errichtete Kastell Talalati. In der dort gefundenen Bauinschrift wird dieser Grenzabschnitt als Limes Tripolitanus bezeichnet.

## Forschungs- und Baugeschichte
Wie der Name Bir (Brunnen) vermittelt, besteht seit der Antike in diesem Bereich eine der am Wüstenrand seltenen Wasserstellen. Der Archäologe und Limespionier Paul Gauckler (1866–1911) veröffentlichte den Fund erstmals, indem er der Wissenschaft einen bis dahin unpublizierten Bericht des Forschungsreisenden Paul Blanchet (1870–1900) vorlegte. Darin berichtete dieser zunächst von der Auffindung eines mindestens sechs Meter tiefen römischen Brunnens oder einer römischen Zisterne mit einer kreisrunden Öffnung. Sie lag südlich des Wadis bel Recheb in einiger Entfernung vor dem Zusammenfluss mit den Wadis Zeridib und Mahalla. Neben der Wasserstelle hatten sich die Reste zweier steinerner Tröge gut erhalten. In einem kleinen Tal, rund 400 Meter von dieser Stelle entfernt, fand Blanchet einen turmartigen „römischen Außenposten“, der sehr ähnlich wie das Centenarium Tibubuci aufgebaut war.
Die möglicherweise ebenfalls als militärisches Centenarium anzusehende Anlage wurde nach der Auffindung manchmal als Wehrgehöft bezeichnet. Diese ältere Meinung hat die neuere Forschung in Frage gestellt. Heute wird in Betracht gezogen, Bir Mahalla – das vom Bautypus her frühestens im 3. Jahrhundert entstanden sein kann – als Teil der spätantiken, tetrarchischen Ausbaustufe des Limes anzusehen, als auch das nordwestlich gelegene Centenarium Tibubuci entstand. Möglicherweise sollte die Besatzung Nomaden aus der Sahara bereits vor Erreichen der Clausura kontrollieren.